# Siechenberg
Der Siechenberg ist eine Erhebung bei Philippsthal (Werra) an der hessisch-thüringischen Landesgrenze. Der Berg markiert einen Abschnitt der Flurgrenze zwischen der thüringischen Stadt Vacha, Ortsteil Oberzella und Philippsthal im Landkreis Hersfeld-Rotenburg in Hessen.
Der Siechenberg läuft vom Werratal ohne markanten Übergang in den nördlich anschließenden Rücken „Steinberg“ aus. Ein in Südhanglage befindlicher topographischer Punkt hat die Geländehöhe 366,6 m.
Der Flurname Siechenberg erinnert an Grundbesitz, der zur Ausstattung des mittelalterlichen Siechenhofes an der nördlichen Zufahrt zur Vachaer Werrabrücke bereitgestellt wurde.
Über den Berg führte im Mittelalter die Hohe Strazza nach Berka/Werra und Heringen (Werra) (Hohlwege im Gelände). Auf dem Osthang, noch auf hessischer Seite, befindet sich der Hof Thalhausen mit Feldern und Äckern, die sich auch über den Südhang ausdehnen. Am Fuß des Berges befinden sich auf Thüringer Seite einige jetzt aufgelassene Steinbrüche, die seit dem Mittelalter solides Baumaterial (grau- bis rottoniger Buntsandstein) für die Brücke, die Vachaer Stadtbefestigung und manches Gebäude lieferten.